# Dactylonotus rudebecki
Dactylonotus rudebecki är en tvåvingeart som beskrevs av Vanschuytbroeck 1960. Dactylonotus rudebecki ingår i släktet Dactylonotus och familjen styltflugor. Inga underarter finns listade i Catalogue of Life.